# Dimanche rouge
Pour les articles homonymes, voir Bloody Sunday.

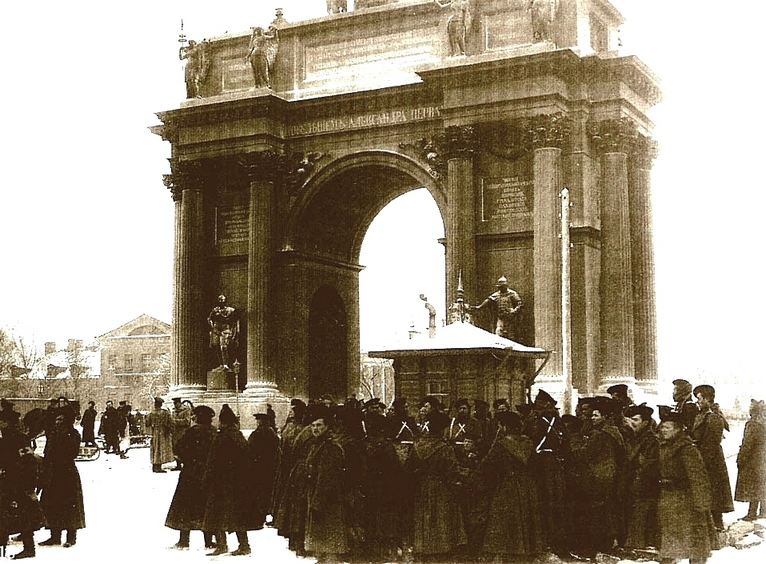
L'armée prend position, la veille du Dimanche rouge, devant l'arc de triomphe de Narva.

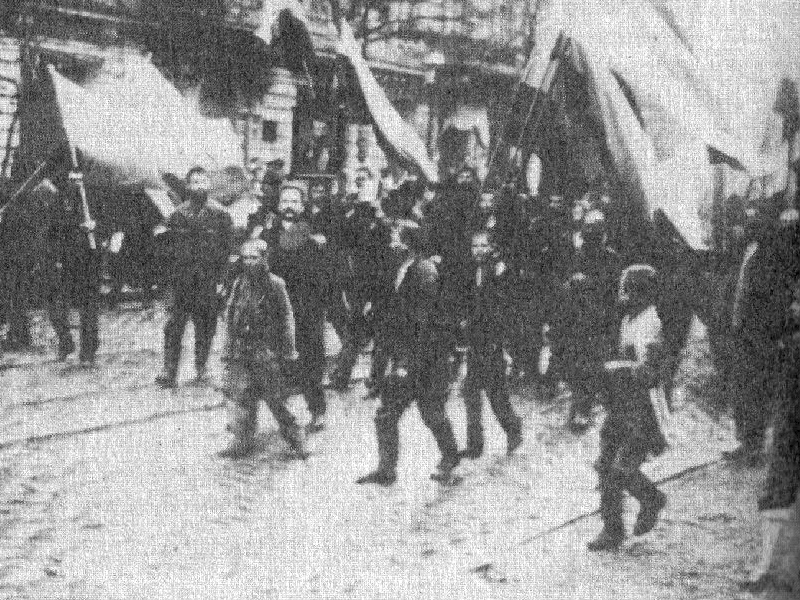
Manifestants défilant vers le palais d'Hiver.

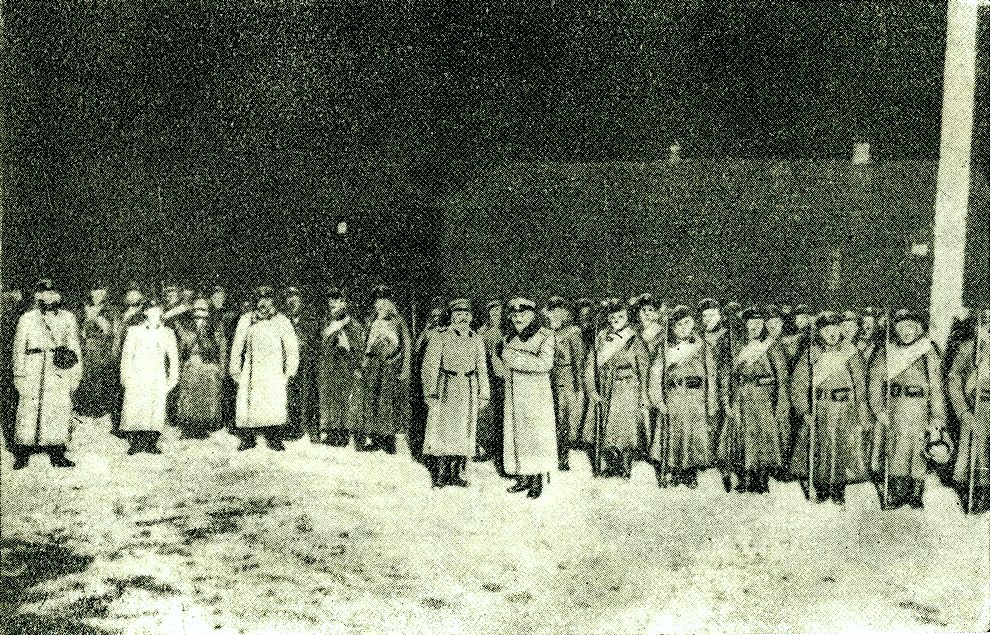
L'armée russe le matin même du Dimanche rouge.

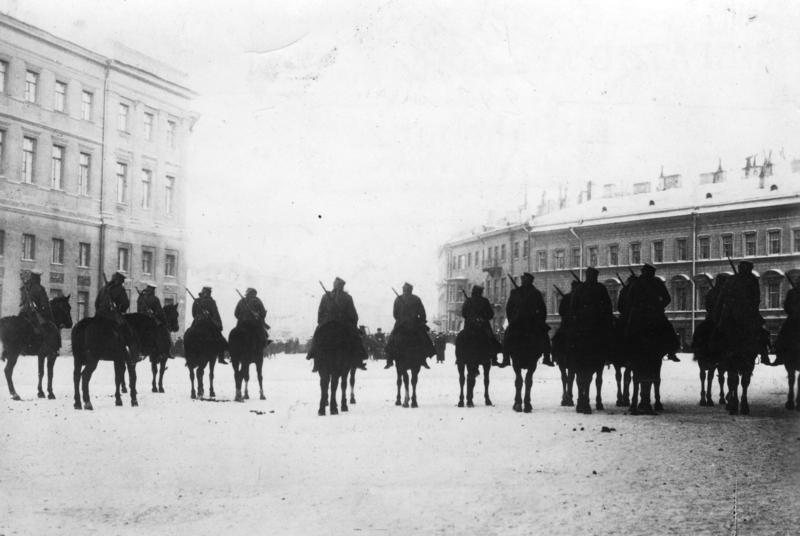
La cavalerie verrouille la place du palais d'Hiver à Saint-Pétersbourg.

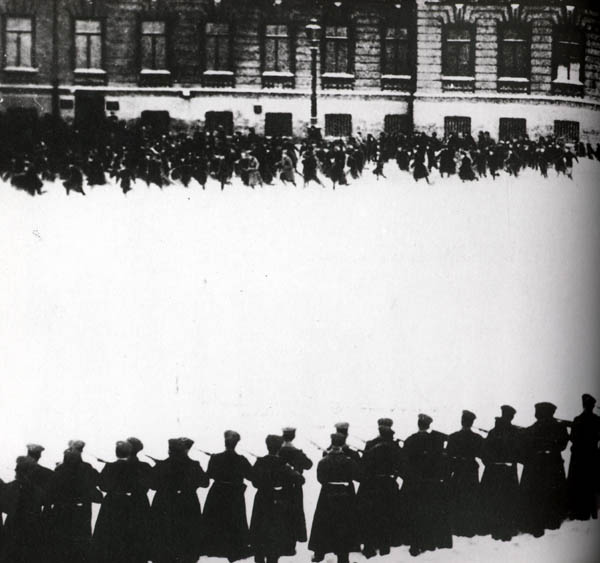
Les soldats tirant sur la foule lors du Dimanche rouge (scène fictive tirée d'un film soviétique de 1925).

Le Dimanche rouge (en russe : Кровавое воскресенье, littéralement « dimanche sanglant ») du 9 janvier 1905 (22 janvier dans le calendrier grégorien) à Saint-Pétersbourg, capitale de l'Empire russe, désigne la répression sanglante d'une manifestation populaire sur la place du palais d'Hiver par l'armée impériale, qui tira sur la foule. Cet événement dramatique marque le début de la révolution russe de 1905.

## Historique
Pour un article plus général, voir Révolution russe de 1905.
Le 3 janvier 1905 (16 janvier dans le calendrier grégorien) débute une grève aux usines Poutilov après le licenciement de quatre ouvriers, membres de l'Union chapeautée par le prêtre Gueorgui Gapone. La grève s'étendit à d'autres usines. Le 8 janvier 1905 (21 janvier dans le calendrier grégorien), il y eut jusqu'à 200 000 grévistes. La quasi-totalité des entreprises pétersbourgeoises étaient touchées. Des revendications politiques voient le jour.
Le dimanche 9 janvier 1905 (22 janvier dans le calendrier grégorien), une foule considérable, évaluée par les témoins à un nombre compris entre 50 000 et 100 000 personnes, ouvriers et habitants de Saint-Pétersbourg, participe à une marche pacifique (beaucoup sont venus avec leurs enfants) organisée par le prêtre orthodoxe Gueorgui Gapone convergeant vers le palais d'Hiver, lieu de résidence de l'empereur au centre de Pétersbourg. Selon l'historien W. Berelowitch, les tirs éclatèrent avant que la foule soit parvenue à la place du Palais, en particulier, avant qu'elle ait franchi la Neva. Ce jour-là, cependant, la famille impériale n'est pas à Pétersbourg, mais à Tsarskoïe Selo. Sur le parcours, beaucoup chantent, et la police précède même la manifestation, comme lors des processions religieuses ; en plusieurs endroits du défilé, aucune force de police n'est visible.

### Les doléances
Le texte de la pétition des travailleurs du 9 janvier 1905 qu'apportent les manifestants au gouvernement est relativement long et complet. Les analystes ont relevé l'opposition entre le fond (exigences extrêmement claires et formulées souvent sous la forme d'ultimatum) et la forme (une supplique où l'empereur est appelé « père »). Les manifestants réclamaient :
- la libération de tous les révolutionnaires emprisonnés ;
- de meilleures conditions de travail ;
- la cession des terres aux paysans ;
- la suppression de la censure.

Les manifestants demandaient en outre la création d'un parlement. Ceci ne constituait pas alors un acte de révolution à proprement parler, puisque la manifestation se déroulait de façon pacifique. Certains manifestants étaient accompagnés par leur famille, et des portraits du tsar avaient été hissés au milieu de la manifestation.
Les gardes ouvrent alors le feu sur les manifestants. En l'absence de l'empereur, qui se trouvait dans la résidence de Tsarskoïe Selo depuis le 8 janvier 1905 et qui espérait ainsi désamorcer la crise (Nicolas II détestait Pétersbourg, qu'il qualifiait de « cloaque »), le commandement armé dépassé par l'ampleur de la manifestation aurait pris cette initiative.

### Les victimes
Les chiffres officiels font état de 96 morts et 333 blessés. Un emballement médiatique sans précédent s'ensuit. Des chiffres non officiels avancent des valeurs beaucoup plus élevés : 2 100 selon l'Evening Sun de New York, 6 000 selon plusieurs quotidiens de Berlin, 5 000 morts selon la presse italienne, 10 000 morts selon certains titres britanniques. En 1990, Richard Pipes évalue le nombre de victimes à 200 morts et 800 blessés.

## Répercussions
Le préfet de police de Pétersbourg est révoqué dès le lendemain, remplacé par Dmitri Trepov chargé de rétablir l'ordre ; le 20 janvier, c'est le ministre de l'Intérieur, Piotr Sviatopolk-Mirsky, qui est relevé. La réprobation est unanime. Tout l'Empire est choqué. Toute la population pétersbourgeoise réagit très fortement : annulation de spectacles, 459 intellectuels indignés signent une lettre de protestation…
À l'initiative de Vladimir Dmitrievitch Nabokov, le conseil municipal vote la constitution d'un fonds de 25 000 roubles pour venir en aide aux victimes. L'intelligentsia se mobilise également pour collecter de l'argent. Nicolas II manifestement ne comprend pas la gravité des « événements du 9 janvier ». Il accorde 50 000 roubles aux victimes, et son « pardon », ce qui est ressenti comme une insulte par la population. De fait, les événements du 9 janvier marquent une coupure radicale entre la population russe et l'autocratie.

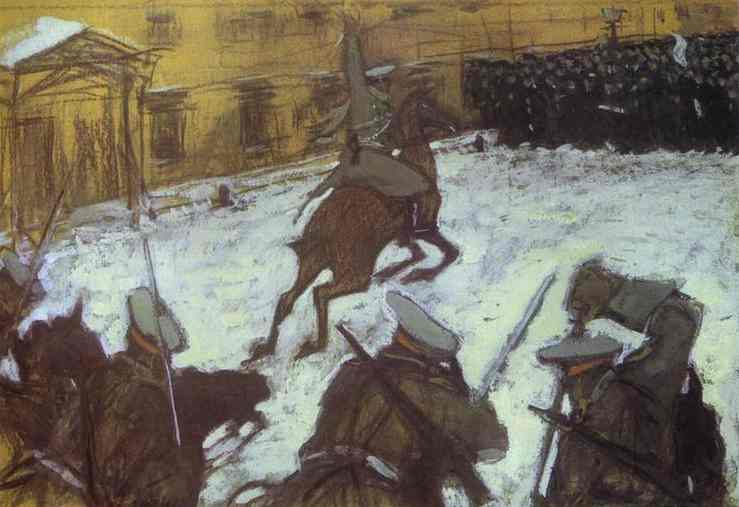
Soldats, héros, où est passée votre gloire ? Valentin Serov 1905

Le lendemain, les ouvriers de Saint-Pétersbourg se mettent en grève. Celle-ci atteint rapidement 160 000 grévistes. Mais les refus de reprendre le travail ne concernent pas que le monde ouvrier. Les professeurs du Conservatoire de musique de Pétersbourg refusent de reprendre les cours : même le compositeur Nikolaï Rimski-Korsakov adresse une lettre publique de protestation à la direction de l'établissement et indique que la tension est telle que les cours ne peuvent y être donnés.
Dès lors, de multiples grèves tant politiques qu'économiques éclatent un peu partout en Russie, qui vont en se radicalisant jusqu'à l'explosion d'octobre 1905. Commencent alors des actes de protestation plus durs, des grèves, des soulèvements révolutionnaires, des émeutes ou encore des meurtres d'industriels. Une vague de protestation se soulève contre la politique impériale. Une grève générale d'ouvriers paralyse le pays. Devant la crise, l'empereur recule.
Peu après ce dimanche, le poète et révolutionnaire Piotr Yakoubovitch rédigea le poème La Neige rouge (en russe : « Красный снег »), qui dénonça ce crime d'État et qui fut étudié, par la suite, dans les programmes scolaires durant l'ère de l'Union soviétique.
Quant au peintre Valentin Serov, il réalise en 1905 son tableau :Soldats, héros, où est passée votre gloire ?
Un demi-siècle plus tard, la symphonie n°11 de Dmitri Chostakovitch, intitulée « L'Année 1905 » évoque les évènements du Dimanche rouge. Elle a été composée en 1957 en souvenir de l'insurrection de 1905.

### Responsabilités

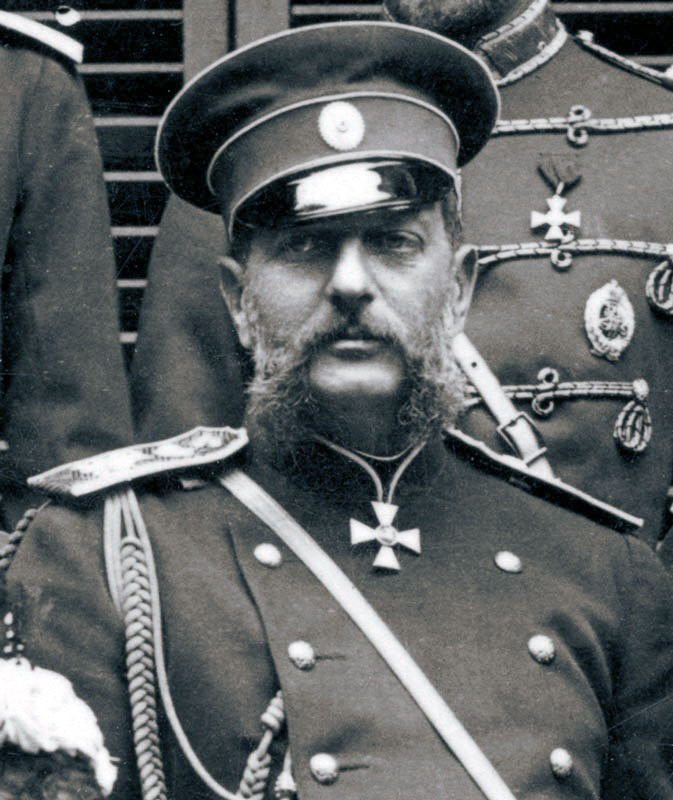
Vladimir Alexandrovitch de Russie 1890

La canonisation des Romanov et surtout celle de l'empereur Nicolas II a été l'occasion de nombreux débats entre les partisans de celle-ci et les opposants qui reprochent notamment à Nicolas II son comportement lors du Dimanche rouge et de la fusillade qui fit de nombreuses victimes parmi les travailleurs. Ces débats illustrent différentes conceptions actuelles des Russes sur la question des responsabilités dans cette fusillade.
Cette canonisation est consacrée d'abord en 1981, lorsque l’empereur Nicolas II de Russie, l’impératrice Alexandra Fedorovna et leurs cinq enfants sont canonisés par le Saint-Synode de l’Église orthodoxe russe hors frontières.
Après de nombreux débats, le Concile de l'Église orthodoxe russe canonise, quant à lui le 20 août 2000 les membres de la famille impériale en la cathédrale du Christ-Sauveur de Moscou comme martyrs.
Les partisans de la canonisation considèrent que la responsabilité de la mort des victimes du Dimanche rouge ne peut être imputée à l'empereur. La Pétition des travailleurs de Saint-Pétersbourg du 9 janvier 1905, que les travailleurs voulaient présenter au tsar, avait le caractère d'un ultimatum révolutionnaire. La décision d'empêcher les travailleurs d'entrer au Palais d'hiver n'a pas été prise par l'empereur mais par le gouvernement dirigé par le ministre de l'intérieur Piotr Sviatopolk-Mirsky. Ce dernier n'a pas donné à l'empereur suffisamment d'informations sur les événements de la journée du 9 janvier et ses seules informations avaient au contraire un caractère apaisant.

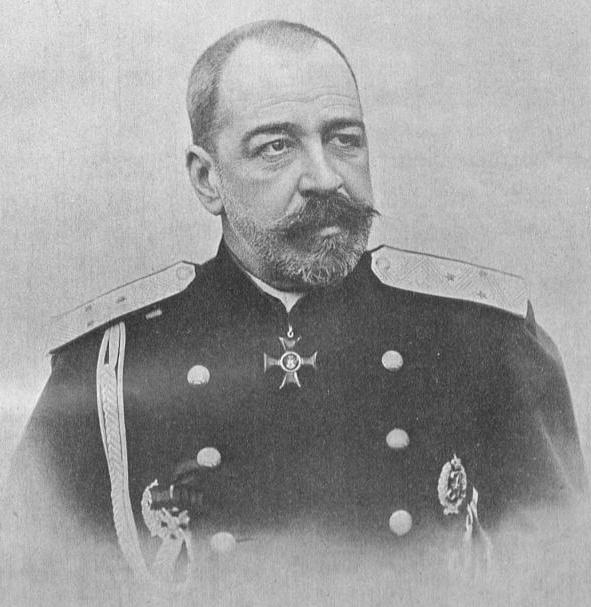
Piotr Sviatopolk-Mirsky

L'ordre donné aux troupes d'ouvrir le feu n'a pas été donné par l'empereur, mais par le commandant du district militaire de Saint-Pétersbourg le grand-duc Vladimir Alexandrovitch de Russie, oncle de Nicolas II. Il en résulte selon les partisans de la canonisation que « les données historiques ne permettent pas de déceler dans les actes du tsar en janvier 1905 une volonté consciente dressée contre le peuple qui se serait concrétisée par des décisions et des actions coupables ».
Pour les opposants à la canonisation, il n'en demeure pas moins que l'empereur Nicolas II n'a pas vu dans les décisions du grand-duc de faire tirer sur la foule un abus de pouvoir répréhensible : il ne l'a ni condamné ni révoqué. Il a seulement conclu à la responsabilité du ministre de l'intérieur Piotr Sviatopolk-Mirsky et du maire de Saint-Pétersbopurg Ivan Foullon, tous deux démis de leurs fonctions dès la fin des évènements de janvier.